# Cíbales
Cíbales (en llatí Cibalae, en grec antic Κιβάλαι) va ser una antiga ciutat romana de la Pannònia Inferior a la vora del riu Bacuntius, entre Ulpianum i Mursa. En alguns manuscrits es llegeix Cibalis (Κιβάλαι, segons Claudi Ptolemeu), però aquesta és la forma de l'ablatiu i no del nominatiu.
Era una ciutat important, situada vora un llac, i a la via que conduïa de Mursa a Sírmium. En aquesta ciutat i va néixer Gracià Funari i els seus fills, els emperadors Valentinià I i Valent. Era un municipi romà probablement des del temps d'Hadrià. Portava el títol de Colonia Aurelia Cibalae (o Colonia Aurelia Cibalis) almenys des de l'època de Septimi Sever. Va existir fins a principis del segle vi.
Constantí I el Gran va derrotar Licini I l'any 314, prop de Cíbales en la denominada batalla de Cíbales. Segons Zòsim, la ciutat tenia un gran amfiteatre envoltat per un bosc ombrívol.
Les excavacions que s'hi han fet han posat al descobert diverses restes d'aqüeductes i clavegueres, cases amb hipocausts, canonades d'aigua fetes de plom, mosaics i panells de marbre. És la moderna Vinkovci, a Croàcia.